# Crook (Colorado)
Pour les articles homonymes, voir Crook.
Crook est une ville américaine située dans le comté de Logan dans le Colorado.
Selon le recensement de 2010, Crook compte 110 habitants. La municipalité s'étend sur 0,13 milles carrés (0,34 km2).
La ville est nommée en l'honneur de George Crook.

## Démographie
| 1920 | 1930 | 1940 | 1950 | 1960 | 1970 |
| ---- | ---- | ---- | ---- | ---- | ---- |
| 232  | 251  | 236  | 259  | 209  | 199  |

| 1980 | 1990 | 2000 | 2010 | - | - |
| ---- | ---- | ---- | ---- | - | - |
| 177  | 148  | 128  | 110  | - | - |